# Пам'ятний знак жертвам Голодомору 1932—1933 років (Білопілля)
Пам'ятний знак жертвам Голодомору та політичних репресій у Білопіллі — це скульптура жінки на вшанування жертв Голодомору (1932—1933) та політичних репресій у місті Білопілля Сумської області.

## Загальні дані
Пам'ятний знак відкрито 22 листопада 2008 року поблизу місця, де в 1932—1933 роках масового ховали жертв Голодомору у центрі Білопілля на Сумщині. Нині — це міський парк імені Шевченка.

## Опис
Пам'ятник являє себе скульптуру жінки з пустими від горя очима. У її руках — ікона Спасителя, за її спиною 6-метровий кований міддю дзвін. Пам'ятник виготовлено з бетону та кованої міді. Автор заслужений художник України з міста Хмільник на Вінниччині Віктор Стукан.